# Cantón de Le Pont-de-Montvert
El cantón de Le Pont-de-Montvert era una división administrativa francesa, que estaba situada en el departamento de Lozère y la región de Languedoc-Rosellón.

## Composición
El cantón estaba formado por seis comunas:
- Fraissinet-de-Lozère
- Le Pont-de-Montvert
- Saint-Andéol-de-Clerguemort
- Saint-Frézal-de-Ventalon
- Saint-Maurice-de-Ventalon
- Vialas

## Supresión del cantón de Le Pont-de-Montvert
En aplicación del Decreto n.º 2014-245 de 25 de febrero de 2014, el cantón de Le Pont-de-Montvert fue suprimido el 22 de marzo de 2015 y sus 6 comunas pasaron a formar parte; cuatro del nuevo cantón de Saint-Étienne-du-Valdonnez y dos del nuevo cantón de Le Collet-de-Dèze.